# Maurice-Marie-Rodolphe de Bailliencourt dit Courcol
Maurice-Marie-Rodolphe de Bailliencourt dit Courcol, francoski general, * 1883, † 1961.